# جنبش انقلاب متحدانه خلق‌ها
جنبش انقلاب متحدانه خلق‌ها (به انگلیسی: The Peoples' United Revolutionary Movement، به ترکی: Halkların Birleşik Devrim Hareketi, HBDH) اتحادی از ده سازمان چپگرا، سوسیالیست و کمونیست انقلابی کرد و ترک در کشور ترکیه است. این اتحاد در ۱۲ مارس ۲۰۱۶ با هدف سرنگونی حکومت رجب طیب اردوغان تأسیس شد.

## سازمان‌های عضو
سازمان‌های زیر در کنفرانس خبری که این اتحاد موجودیت خود را اعلام کرد حضور داشتند:
- حزب کار کمونیستی ترکیه/لنینیست (ت.ک.اِ. پ/ل)
- حزب کمونیست ترکیه/مارکسیست-لنینیست (ت.ک.پ/م.ل)
- قرارگاه انقلابی (د.ک)
- حزب کارگران کردستان (پ.ک.ک)
- حزب کمونیست مائوئیست ترکیه (م.ک.پ)
- حزب کمونیست مارکسیست-لنینیست ترکیه (م.ل.ک.پ)
- حزب-جبهه آزادیبخش خلق ترکیه/یگان تبلیغات مسلحانه مارکسیست-لنینیست (ت.ه.ک.پ-ج/م.ل.س.ب.پ)
- حزب کمونار انقلابی (د.ک.پ)
- اتحادیهٔ کمونیستی انقلابی ترکیه (تیک.ب)

همچنین کمیتهٔ هماهنگی پرولترهای انقلابی (پ.د. ک) نیز اعلام کرده که به این اتحاد پیوسته، و جنبش رستاخیز (ت.د. ه) نیز برای پیوستن به آن ابراز تمایل کرده‌است.

## عملیات‌ها
کمیتۀ فرماندهی جنبش انقلاب متحدانه خلق‌ها در تاریخ ۲۸ ژوئن ۲۰۱۹ با انتشار بیانیه‌ای اعلام کرد که مسئولیت دو عملیات حمله به ارتش ترکیه در روزهای ۱۸ آوریل و ۱ ژوئن که طی آن‌ها تعداد زیادی از سربازان ارتش ترکیه کشته شده‌اند، بر عهدۀ آن‌ها بوده‌است.
کمیتۀ کردستان جنبش انقلاب متحدانه خلق‌ها در تاریخ ۲۵ مه ۲۰۲۱ با انتشار اطلاعیه‌ای اعلام کرد که مبارزان این گروه خط لولۀ اصلی انتقال گاز طبیعی را در مسیر دیاربکر به ماردین در نزدیکی روستای آکباگ با انجام عملیات تله‌گذاری منفجر کرده‌اند. این کمیته انگیزۀ خود از انجام این عملیات را گرامیداشت یاد «همۀ شهدای ماه مه» و مشخصاً گرامیداشت سینان درسیم از اعضای کمیتۀ رهبری این جریان و دیگر اعضایی اعلام کرد که در روز ۷ مه ۲۰۲۱ توسط نیروهای مسلح حکومت ترکیه کشته شده بودند.